# Wendlandia subalpina
Wendlandia subalpina är en måreväxtart som beskrevs av William Wright Smith. Wendlandia subalpina ingår i släktet Wendlandia och familjen måreväxter. Inga underarter finns listade i Catalogue of Life.